# Uniunea Paneuropeană

Drapelul Uniunea Paneuropeană

Uniunea Paneuropeană este cea mai veche mișcare de unificare Europeană.